# Joseph Högl
Joseph Högl  (* 10. März 1741 in Bruck an der Leitha; † 1780 in Warschau) war ein österreichischer Steinmetzmeister und Bildhauer.

## Leben und Wirken

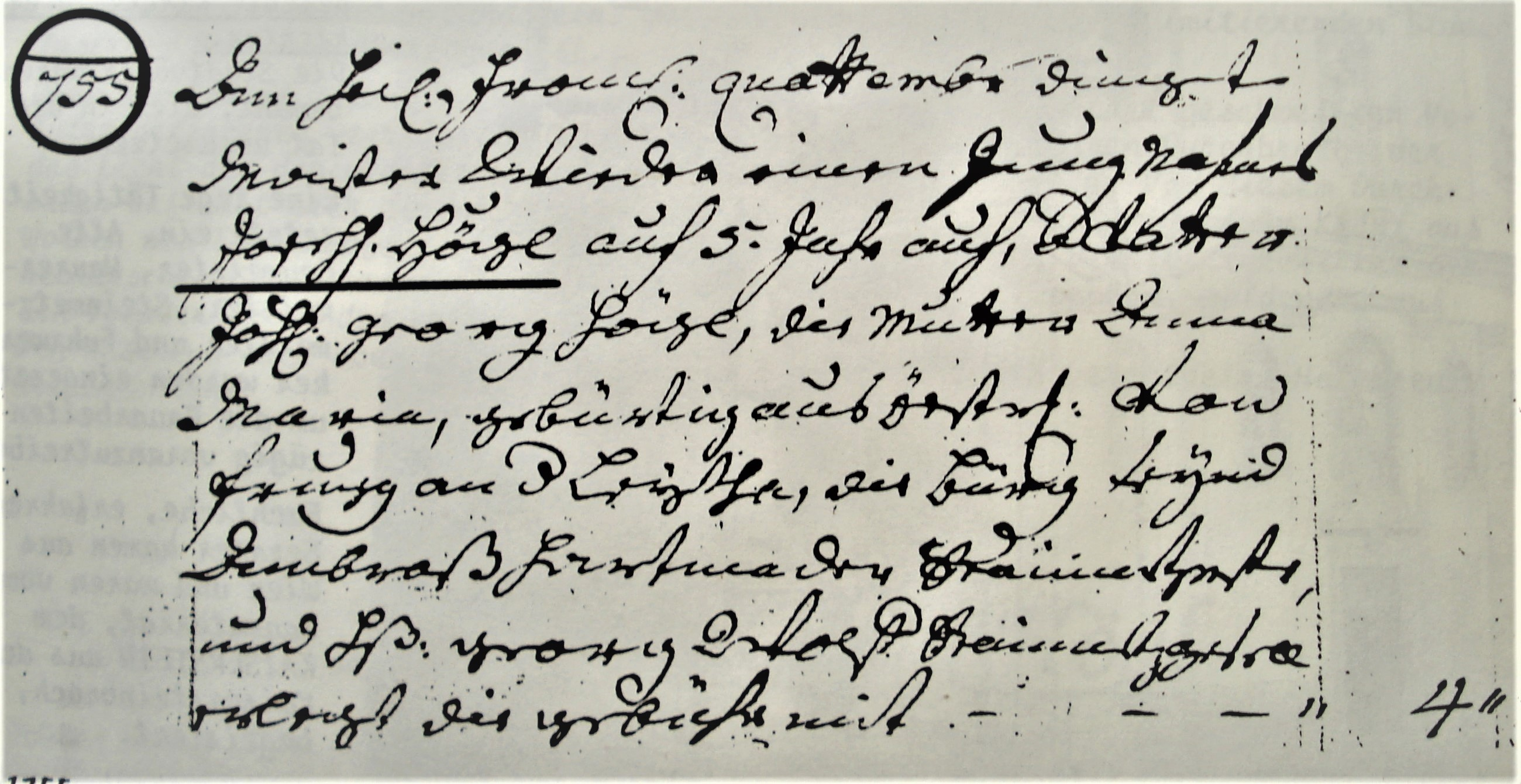
Aufdingung Joseph Högl zum Lehrjungen im Steinmetzhandwerk von Bruck a.d. Leitha, Fronleichnam 1755

### Herkunft und Ausbildung
Joseph Högl wurde in eine Steinmetz- und Bildhauer-Familie hineingeboren. Sein Vater Johann Georg Högl erhielt 1737 das Bürgerrecht in Bruck, zugleich nahm ihn die Viertellade der Steinmetzen und Maurer in Bruck als Meister auf. Er heiratete 1738 in der Wiener Michaelerkirche Rosalia Bayerin; sie starb kurz danach, denn bei der Taufe ihres Sohnes Joseph 1741 wird Anna Maria Högl als Mutter angegeben.
Der Vater starb am 1. August 1748 mit 42 Jahren, die verwitwete Mutter ehelichte im November des Jahres den Steinmetzmeister Johann Wieder, der dann die Aufgabe des Lehrmeisters für Joseph Högl übernahm.

### Steinmetzhandwerk in Bruck an der Leitha, 1755
Aufdingung zum Lehrjungen:
Meister Johann Wieder (der Stiefvater) dingt den Lehrjungen Joseph Högl auf 5 Jahre auf. Vater (†) Johann Georg Högl, die Mutter Anna Maria, gebürtig aus Österreich von Bruck an der Leitha ...
Wenige Kilometer entfernt erstreckte sich der Kaiserlich-königliche Steinbruch am Leithaberg Dort hatte ein Großonkel, der „kunstreiche“ Hofsteinmetzmeister, Baumeister und Herr Richter Elias Hügel gelebt und gewirkt. Josephs 1719 gestorbener Großvaters war Johann Gallus Hügel. 
Am 24. März 1758 starb seine Mutter, wieder verehelichte Wiederin mit 47 Jahren. 1760 erfolgte die ‚Freisprechung‘ zum Gesellen. 

### Warschau
Die Wanderjahre führten Joseph nach Warschau. Dort heiratete er, gründete seine Familie, 1769 wurde Sohn Franz Anton geboren, er erlebte 1799 seinen Enkel Konstanty. Sie schufen Bildhauerarbeiten, die auch heute noch für Warschau, Oldenburg wichtig sind. Als sein Werk ist eine steinerne Sonnenuhr in der Innenstadt von Warschau dokumentiert.

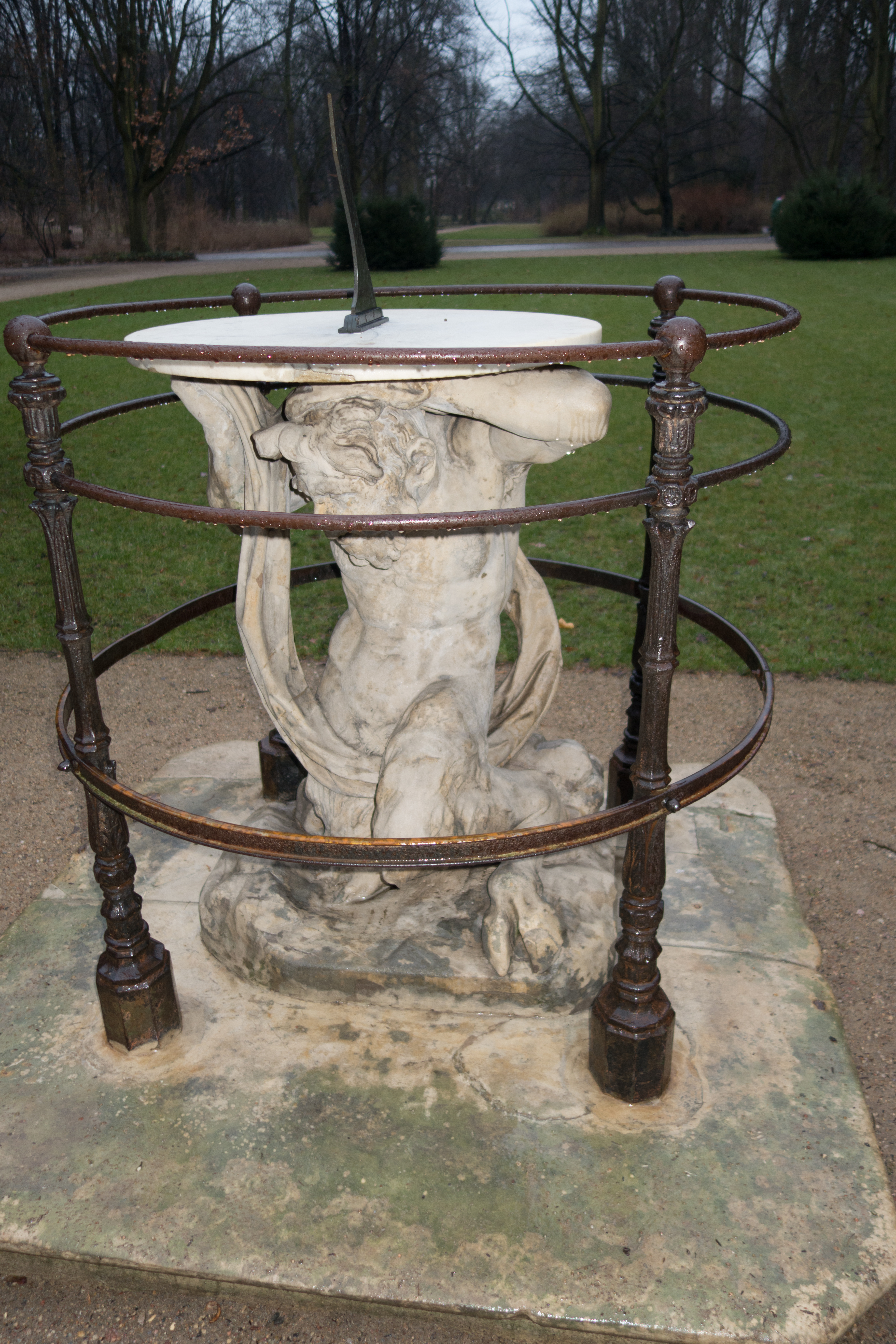
Horizontale Sonnenuhr aus Carrara-Marmor mit Satyr aus Sandstein darunter

Franz Anton Högl – auch Franciszek Antoni Högl, Sohn von Joseph Högl und Constantia geb. Lascowska wurde am 13. Juni 1769 in Warschau geboren.

#### Weißes Haus in Warschau
Das Gebäude wurde 1774 bis 1776 errichtet. Es liegt an der Promenada Królewska. Vor der Südfassade befindet sich eine mit einem knienden Satyr dekorierte Sonnenuhr aus dem Jahr 1776. Die Uhr schuf Joseph Högl. 